# Josep Melià i Pericàs
Josep Melià i Pericàs (Artà, Mallorca, 19 de març de 1939 - Alcúdia, Mallorca, 22 de juliol de 2000) fou un advocat, polític i escriptor mallorquí.

## Biografia
Es llicencià en dret (1962) i periodisme (1965) per la Universitat de Madrid. El 1974 fou elegit procurador en Corts per les Illes Balears. El 1976 fundà el Partit Nacionalista Mallorquí i el 1977 encapçalà la candidatura al Congrés de la Unió Autonomista de Balears, però no aconseguí l'escó. Després, s'incorporà a la Unió de Centre Democràtic on, amb el govern d'Adolfo Suárez, arribà a ser secretari d'Estat per la informació. Amb la desintegració de la UCD, passà al Centre Democràtic i Social. Hi estigué fins al 1990, en què fundà Centristes de Balears, que posteriorment passaria a ser Convergència Balear i que finalment s'integraria a Unió Mallorquina.
El seu llibre més important és, sense cap dubte, Els mallorquins, un assaig sobre la realitat nacional mallorquina escrit el 1963, però no publicat fins al 1967 a causa de la censura franquista. El 1977 reescrigué i amplià aquest llibre i li donà el nom de La nació dels mallorquins. Fou el pare del també advocat i escriptor Josep Melià Ques. Al llarg de la seva vida pública realitzà ponències com la que va tenir lloc al Primer Congrés de Defensa del Patrimoni Cultural organitzat per la Societat Arqueològica Lul·liana el 1990 amb el títol de Patrimoni Cultural, béns culturals i tècniques de protecció (trets generals de la seva normativa) amb Miquel Coca Payeras.

## Reconeixements
- 1983: Creu de Sant Jordi de la Generalitat de Catalunya.
- 1998: Doctor Honoris Causa per la Universitat de les Illes Balears.
- 1999: Medalla d'Or de la Comunitat Autònoma de les Illes Balears.